# Dave Barnett
David Kwame « Dave » Barnett est un footballeur anglais né le 16 avril 1967 à Birmingham.

## Carrière
- 1985-1986 : Alvechurch FC  Angleterre
- 1986-1988 : Windsor & Eton FC  Angleterre
- 1988-1989 : Colchester United  Angleterre
- 1989 : Edmonton Brickmen  Canada
- 1989-1990 : West Bromwich Albion  Angleterre
- 1990 : Walsall  Angleterre
- 1990-1992 : Kidderminster Harriers  Angleterre
- 1992-1994 : Barnet  Angleterre
- 1993-1994 : → Birmingham City (prêt)  Angleterre
- 1994-1997 : Birmingham City  Angleterre
- 1997-1998 : Dunfermline  Écosse
- 1998 : Port Vale FC  Angleterre
- 1998-1999 : Port Vale FC  Angleterre
- 1999-2000 : Lincoln City  Angleterre
- 2000 : → Forest Green Rovers (prêt)  Angleterre
- 2001 : Halesowen Town FC  Angleterre
- 2002 : Moor Green FC  Angleterre